# Moenkhausia doceana
Moenkhausia doceana är en fiskart som först beskrevs av Steindachner, 1877.  Moenkhausia doceana ingår i släktet Moenkhausia och familjen Characidae. Inga underarter finns listade i Catalogue of Life.